# Marian Frunzeanu
Marian Frunzeanu (* 29. Mai 1981) ist ein rumänischer Straßenradrennfahrer.
Marian Frunzeanu wurde 2001 rumänischer Vizemeister im Einzelzeitfahren. In der Saison 2005 gewann er bei den Balkan-Meisterschaften die Silbermedaille im Zeitfahren. 2006 gewann er eine Etappe beim Memorial Dan Racasan und er wurde rumänischer Meister im Straßenrennen. In der Saison 2007 gewann Frunzeanu zwei Teilstücke bei der Turul Dobrogei und konnte so auch die Gesamtwertung für sich entscheiden. Außerdem war er auf eine Etappe der Rumänien-Rundfahrt erfolgreich. 2008 gewann er die zweite Etappe der Turul Dobrogei und wurde Zweiter der Gesamtwertung. Im Jahr 2010 wurde er wiederum rumänischer Straßenmeister.

## Erfolge
2006
- Rumänischer Meister – Straßenrennen

2007
- eine Etappe Rumänien-Rundfahrt

2010
- Rumänischer Meister – Straßenrennen